# Regering-Renkin I
De regering-Renkin I (6 juni 1931 - 23 mei 1932) was een Belgische regering. Het was een coalitie tussen de Katholieke Unie (77 zetels) en de Liberale Partij (28 zetels). 
De regering werd geconfronteerd met de gevolgen van de Grote Depressie: hoge werkloosheid, ontsporende overheidsfinanciën en stakingen. Ten laatste in mei 1933 moesten er parlementsverkiezingen plaatsvinden, maar onder druk van koning Albert I nam premier Jules Renkin al op 18 oktober 1932 ontslag zodat de meer ervaren Charles de Broqueville de leiding kon overnemen. De regering-De Broqueville III schreef meteen verkiezingen uit voor 27 november 1932.

## Samenstelling
De regering-Renkin I telde 12 ministers: 7 voor de katholieken en 6 voor de liberalen.
| Ambtsbekleder                                  | Ambtsbekleder                  | Ambtsbekleder                       | Functie                                                  | Termijn                        | Partij          |
| ---------------------------------------------- | ------------------------------ | ----------------------------------- | -------------------------------------------------------- | ------------------------------ | --------------- |
|                                                |                                | Jules Renkin (1862-1934)            | Eerste Minister                                          | 6 juni 1931 - 23 mei 1932      | Katholieke Unie |
| Minister Binnenlandse Zaken en Volksgezondheid | 6 juni 1931 - 22 februari 1932 | Jules Renkin (1862-1934)            |                                                          |                                | Katholieke Unie |
| Minister Financiën                             | 22 februari 1932 - 23 mei 1932 | Jules Renkin (1862-1934)            |                                                          |                                | Katholieke Unie |
|                                                |                                | Paul Hymans (1865-1941)             | Minister Buitenlandse Zaken                              | 6 juni 1931 - 23 mei 1932      | Liberale Partij |
|                                                |                                | Fernand Cocq (1861-1940)            | Minister Justitie                                        | 6 juni 1931 - 23 mei 1932      | Liberale Partij |
|                                                |                                | Robert Petitjean (1887-1951)        | Minister Wetenschappen en Kunsten                        | 6 juni 1931 - 23 mei 1932      | Liberale Partij |
|                                                |                                | Maurice Houtart (1866-1939)         | Minister Financiën                                       | 6 juni 1931 - 22 februari 1932 | Katholieke Unie |
|                                                |                                | Emile van Dievoet (1886-1967)       | Minister Landbouw                                        | 6 juni 1931 - 23 mei 1932      | Katholieke Unie |
|                                                |                                | Jules Van Caenegem (1880-1942)      | Minister Openbare Werken                                 | 6 juni 1931 - 23 mei 1932      | Katholieke Unie |
|                                                |                                | Hendrik Heyman (1879-1958)          | Minister Nijverheid, Arbeid en Maatschappelijke Voorzorg | 6 juni 1931 - 23 mei 1932      | Katholieke Unie |
|                                                |                                | Philip Van Isacker (1884-1951)      | Minister Verkeerswezen                                   | 6 juni 1931 - 23 mei 1932      | Katholieke Unie |
|                                                |                                | Léon Dens (1869-1940)               | Minister Landsverdediging                                | 6 juni 1931 - 23 mei 1932      | Liberale Partij |
|                                                |                                | Paul Crokaert (1875-1955)           | Minister Koloniën                                        | 6 juni 1931 - 23 mei 1932      | Katholieke Unie |
|                                                |                                | François Bovesse (1890-1944)        | Minister Posterijen, Telegrafie en Telefonie             | 6 juni 1931 - 23 mei 1932      | Liberale Partij |
|                                                |                                | Henri Carton de Tournai (1878-1969) | Minister Binnenlandse Zaken en Volksgezondheid           | 22 februari 1932 - 23 mei 1932 | Katholieke Unie |